# Kostel Narození Panny Marie (Záboří)
Římskokatolický farní kostel Narození Panny Marie v Záboří je novorenesanční sakrální stavba situována na návsi ve staré části obce stojící na místě staršího kostela. Od roku 1966 je kostel chráněn jako kulturní památka.

## Historie
Záboří se jako majetek svatojiřského kláštera v Praze připomíná poprvé počátkem 14. století. Nejpozději tehdy zde byl postaven gotický kostel. Podle císařského otisku katastrální mapy z roku 1842 šlo proti dnešku o podstatně menší stavbu, zřejmě s mírně pootočenou podélnou osou. Linie jejího západního průčelí se v podstatě shodovala se současným kostelem, který byl postaven v roce 1884. Opravou prošel v letech 1958–1959. Po roce 2000 byla obnovena fasáda horní části věže a kostel dále prochází postupnou rekonstrukcí.

## Architektura

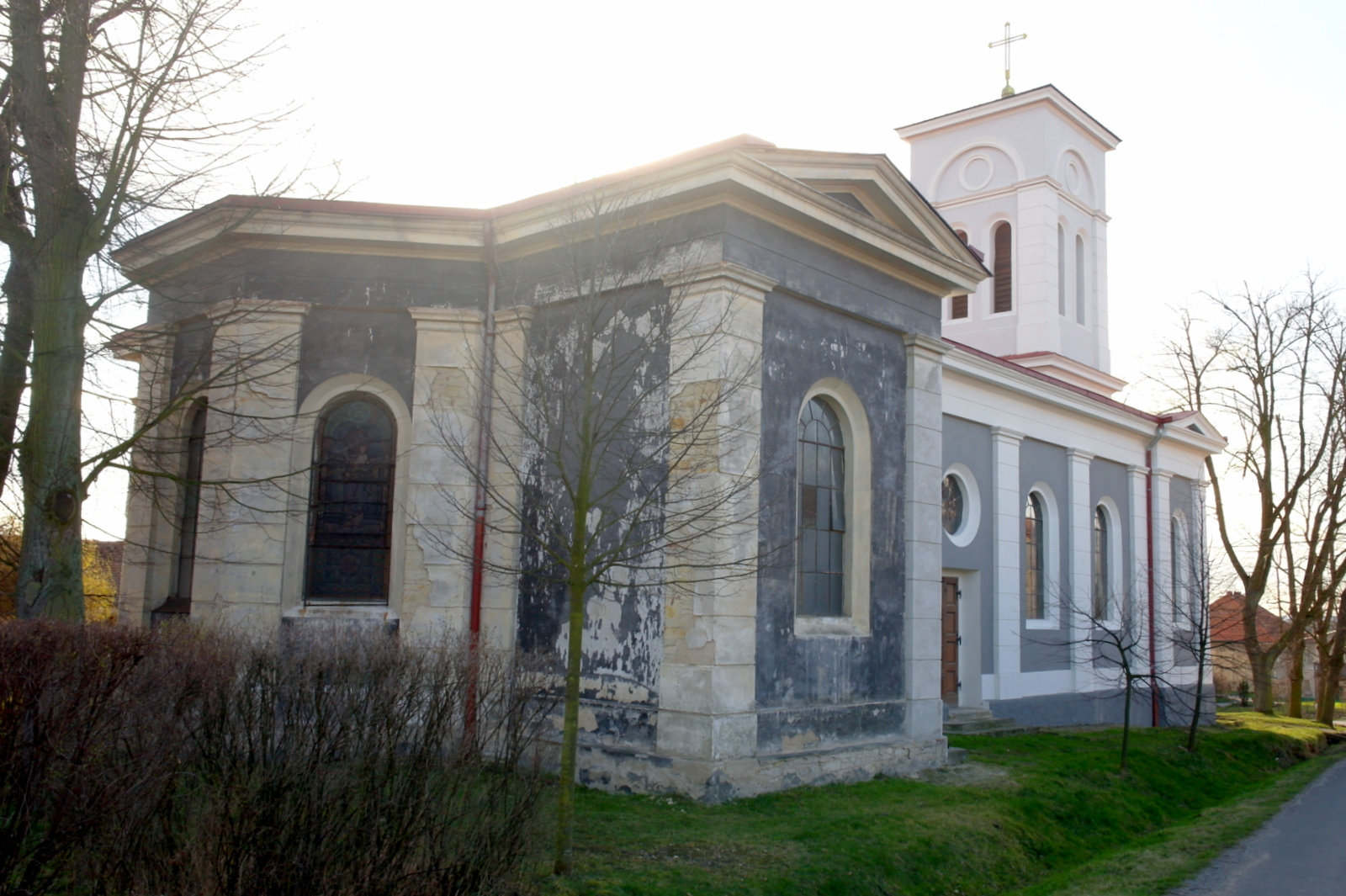
Pohled na závěr kostela v Záboří

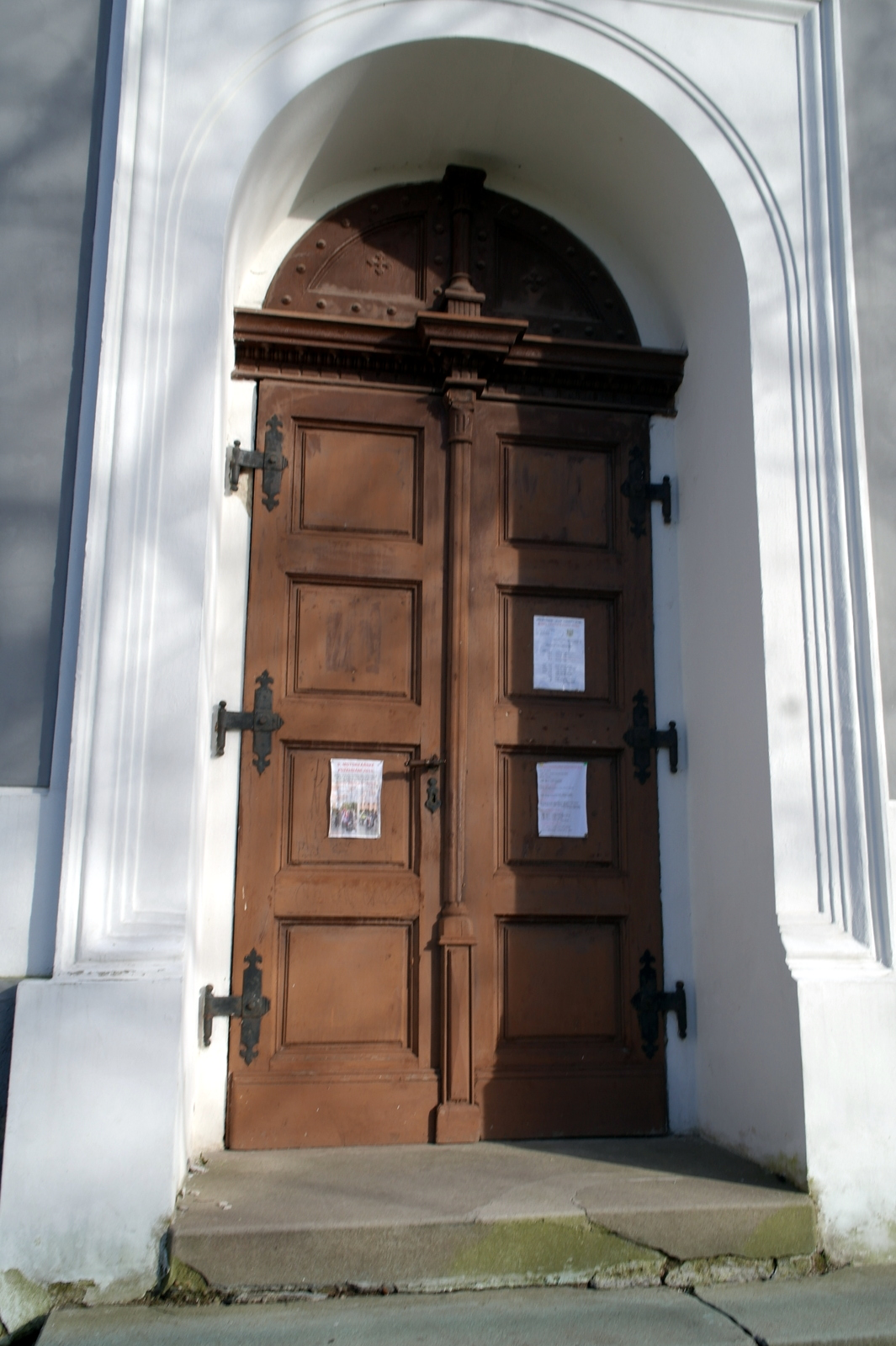
Vstupní dveře do kostela v Záboří

Kostel je jednolodní, obdélný s příčnou lodí. Má obdélný, polokruhově ukončený presbytář. Vstupní průčelí je se středním rizalitem, který je vyvrcholený věží. Průčelí je členěno pilastry. Na věži jsou pásy rustiky a dvojice polokruhově ukončených oken. Na bočních fasádách jsou rustikované pilastry a obdélná, polokruhově ukončená okna.
Presbytář i loď mají plochý strop.

## Zařízení
Hlavní oltář je rokokový z 2. poloviny 18. století a pochází ze zrušeného kláštera servitů v Praze. Obraz Korunování Panny Marie je z 1. poloviny 18. století. Barokní obraz Piety je signovaný „J. M. Rottmayer Fecit 1690“. Socha sv. Václava pochází ze 2. poloviny 18. století a socha sv. Jana Nepomuckého z 1. poloviny 19. století. Ostatní zařízení kostela je z 19. století.

## Přístup
Je přístupný během bohoslužeb, které se konají o nedělích od 11.00 hodin.

## Okolí kostela
Obklopuje ji bývalý hřbitov s litinovým krucifixem. Severně přes ulici stojí bývalá fara. Je barokní a pochází ze 3. čtvrtiny 18. století. Fara je obdélná a patrová. Má sedlovou střechu a je členěná obdélnými okny a v patře pilastry.